# راکوئل ملر

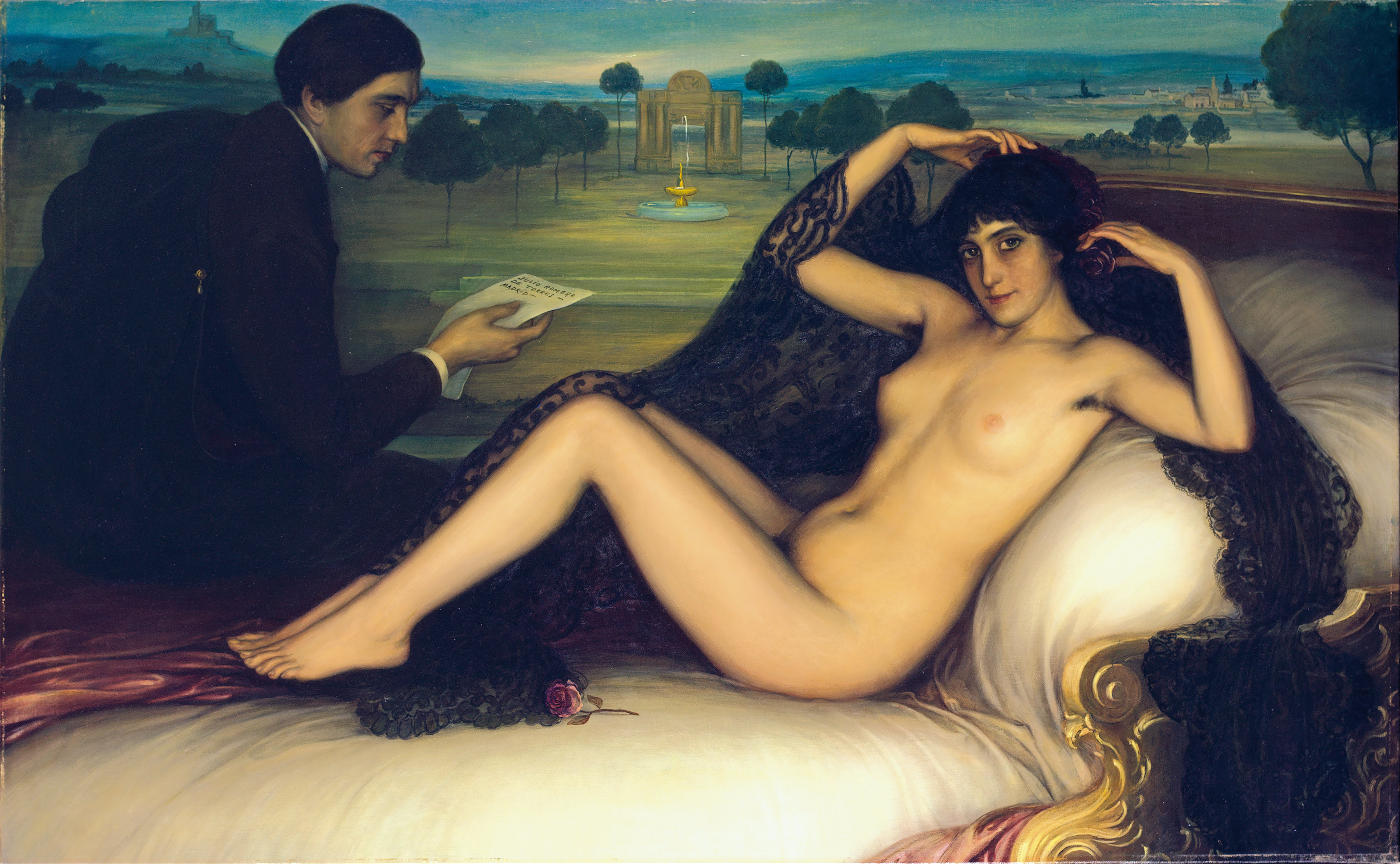
ونوس شعر، نام اثری است از خولیو رومرو دِ تورس، نقاشِ نمادگرای اسپانیایی که در سال ۱۹۱۳ میلادی، خلق شد. اثر، راکوئل ملر، خوانندهٔ مشهور اسپانیایی را به‌شکلِ برهنه و در کنار همسرش انریکه گومس کاریو، شاعر و نویسندهٔ شهیر گواتمالایی به‌تصویر کشیده است. این اثر اکنون در امانت موزه هنرهای زیبای بیلبائو قرار دارد.

راکل ملر (به اسپانیایی: Raquel Meller‎؛ ‏ ۹ مارس ۱۸۸۸ – ۲۶ ژوئیهٔ ۱۹۶۲) خواننده و بازیگر اهل اسپانیا بود.
از فیلم‌ها یا مجموعه‌های تلویزیونی که وی در آن‌ها نقش داشته است، می‌توان به کارمن و کولی سپید اشاره نمود.